# Osobnosti historické fotografické dokumentace lidové architektury
Osobnosti historické fotografické dokumentace lidové architektury je sborník referátů ze semináře ke 130. výročí narození Bohumila Vavrouška, který se konal v Praze v hlavní budově Akademie věd České republiky dne 20. října 2005. Seminář uspořádaly Komise pro lidové stavitelství, sídla a bydlení při České národopisné společnosti a Archiv Akademie věd České republiky. Semináře se zúčastnilo 23 osob. Bylo zde prosloveno 12 referátů, sborník obsahuje deset z nich.

## Referáty
- TYKAL, Roman, Městský úřad Měčín. Bohumil Vavroušek - dokumentace lidové architektury.
- BRÁDLEROVÁ, Daniela, Archiv Akademie věd České republiky v Praze. Bohumil Vavroušek a reflexe jeho činnosti v soudobém tisku.
- JAKOUBĚOVÁ, Vladimíra, Muzeum Českého ráje v Turnově. Petr Matoušek : Dokumentace lidové architektury Pojizeří.
- MOTYČKOVÁ, Dana; SEDLICKÁ, Kateřina, Etnologický ústav AV ČR v Praze. Fotografie Františka Háka ve Fotoarchivu Etnologického ústavu AV ČR v Praze.
- SUCHOMELOVÁ, Marcela, Etnologický ústav AV ČR v Praze. Chotkova studijní cesta v létě 1949 (z fondů Státního fotoměřického ústavu).
- VÁLKA, Miroslav, Masarykova univerzita Brno. Fotografické dílo Floriana Zapletala (1884-1969).
- KOVÁŘŮ, Věra, Národní památkový ústav, územní odborné pracoviště Brno. Jaroslav Vajdiš a jeho fotodokumentace lidového stavitelství.
- VINCENCIOVÁ, Hana, Východočeské muzeum Pardubice. Historická fotografická dokumentace zástavby vesnic na Pardubicku. Referát pojednává o pracích fotografů: Josef Pírka, Rudolf Bruner-Dvořák, Josef Chmelík a další.
- BERÁNKOVÁ. Helena, Etnografický ústav Moravského zemského muzea. Drobnosti z archivu : Amálie Kožmínová, Karel Gam a další.
- VOJANCOVÁ, Ilona, Soubor lidových staveb Vysočina v Hlinsku. Fotodokumentace Hlinska a okolí.

## Obrazová příloha
Na frontispisu je portrét Bohumila Vavrouška. Obrazová příloha obsahuje 31 fotografií z děl výše uvedených dokumentaristů.